# Lamberto Zauli
Lamberto Zauli (Roma, 19 luglio 1971) è un allenatore di calcio ed ex calciatore italiano, di ruolo centrocampista.
Da giocatore era soprannominato lo Zidane della Serie B e il Principe.

## Caratteristiche tecniche

### Giocatore
Giocava da trequartista e aveva un fisico possente; era molto abile sui calci piazzati e possedeva senso del gol.

## Carriera

### Giocatore

#### I primi anni
Zauli cresce a Grosseto dove il padre è medico anestesista oltreché ex giocatore biancorosso. Lamberto inizia a giocare nelle giovanili dell'Unione Sportiva Grosseto dove si mette in mostra e viene acquistato dal Modena che lo inserisce nella squadra Giovanissimi. Successivamente approda al Ravenna e contribuisce prima alla sua promozione in Serie B, poi alla migliore stagione di sempre dei giallorossi nel campionato cadetto 1996-1997.

#### Vicenza, Bologna e Palermo
Nell'estate 1997 arriva il salto in Serie A, nelle file del Vicenza, che aveva appena vinto la Coppa Italia con in panchina Francesco Guidolin. Nel 1997-1998 gioca nella Coppa delle Coppe, in cui il Vicenza giunge alle semifinali, contro il Chelsea. Dopo la vittoria nell'andata con un suo gol, la squadra viene eliminata dai blues, poi vincitori della manifestazione.
Gran parte della sua carriera si intreccia con quella di Guidolin, con cui condividerà diverse stagioni anche al Bologna e al Palermo. Nel capoluogo emiliano sfiora la qualificazione alla UEFA Champions League e nelle stagioni successive, acquistato dal Palermo con una trattativa lampo, contribuisce allo storico ritorno in Serie A dei siciliani, promossi in massima serie al termine della stagione 2003-2004, per poi centrare nella stagione 2004-2005 anche la qualificazione alla Coppa UEFA con il sesto posto in campionato. Nella stagione 2002-2003 si infortuna gravemente in uno scontro con Gianluca Grassadonia del Cagliari, nella partita finita 1-1, fratturandosi la gamba destra: resta fuori dai campi per quattro mesi.

#### Ultimi anni
Nella stagione 2005-2006 passa alla Sampdoria, con la quale disputa solamente mezza stagione, collezionando qualche presenza in campionato e Coppa UEFA. A gennaio torna nuovamente al Bologna. Nel 2007 passa alla Cremonese di Emiliano Mondonico, che milita in Serie C1 e con cui disputa i play-off. Il 27 agosto 2008 rescinde il contratto con la Cremonese e si accasa al Bellaria Igea Marina fino al termine della stagione, quando lascia l'attività agonistica.
In carriera ha totalizzato complessivamente 146 presenze e 20 reti in Serie A e 158 presenze e 28 reti in Serie B.

### Allenatore

#### Gli inizi
Una volta chiusa l'attività agonistica è divenuto allenatore proprio dell'ultima squadra in cui ha militato da giocatore, il Bellaria Igea Marina, venendo esonerato il 7 aprile 2010, dopo 28 punti raccolti in 29 partite di Lega Pro Seconda Divisione. Il 29 giugno 2010 il Fano, militante in Seconda Divisione, annuncia l'ingaggio di Zauli come allenatore per la stagione 2010-2011, coadiuvato da Roberto Pregnolato e Massimo Massi; da calciatore aveva già vestito i colori granata. Chiude l'esperienza con l'esonero in data 5 aprile 2011.

#### Reggiana, Real Vicenza e Pordenone
Il 3 gennaio 2012 diventa l'allenatore della Reggiana;
esordisce sulla panchina granata l'8 gennaio 2012 vincendo al Giglio contro il Pavia per 2-1. Frattanto il 5 luglio dello stesso anno acquisisce a Coverciano il titolo di allenatore di Prima Categoria - UEFA Pro, e quindi il diritto di ricoprire il ruolo di tecnico in una squadra della massima serie. Il 23 dicembre 2012 viene esonerato dalla società reggiana, per poi essere reincaricato il 19 marzo 2013 dopo l'allontanamento di Luigi Apolloni. Ottiene la salvezza ai play-out sconfiggendo il Cuneo.
Il 3 febbraio 2014 viene chiamato a sostituire Mario Vittadello sulla panchina del Real Vicenza, coadiuvato dal suo vice Rodolfo Giorgetti e dal preparatore atletico Lamberto Zanella. A fine stagione, nonostante la promozione in Lega Pro non viene confermato alla guida della squadra e il 22 giugno viene ingaggiato dal Pordenone, neopromosso in terza serie. Il 22 settembre 2014 dopo aver raccolto due punti in cinque giornate viene sollevato dall'incarico.

#### Santarcangelo, giovanili empolesi
Il 22 giugno 2015 diventa il nuovo allenatore del Santarcangelo. Dopo aver conquistato la salvezza con i clementini, il 1º giugno 2016 viene scelto come tecnico del Teramo. Dopo sole quattro giornate, dove la squadra raccoglie un solo punto trovandosi così all'ultimo posto, la società lo esonera; torna sulla panchina della squadra abruzzese il 9 dicembre, al posto di Federico Nofri, ma viene nuovamente sollevato dall'incarico il 13 febbraio 2017 e sostituito da Guido Ugolotti.
Il 12 luglio diventa il nuovo tecnico della squadra Primavera dell'Empoli con cui arriva fino alla finale play-off del Campionato Primavera 2 2017-2018: nonostante la sconfitta con il Cagliari, il club toscano potrà disputare il successivo Campionato Primavera 1, dove viene ripescato in virtù della retrocessione della prima squadra del Novara in Serie C. L'anno seguente si salva, avendo la meglio sul Genoa ai play-out.

#### Le esperienze juventine: Primavera e U23
Il 3 luglio 2019 viene ingaggiato dalla Juventus come allenatore della squadra Primavera. Con i bianconeri ha tempo di raggiungere la semifinale della Coppa Italia di categoria, dove vengono eliminati dai pari età della Fiorentina, prima della conclusione anticipata della stagione 2019-2020 a causa della sopraggiunta pandemia di COVID-19.
Nell'agosto 2020 viene promosso alla guida della Juventus U23, la seconda squadra bianconera militante in Serie C. Nel successivo biennio porta sempre i torinesi in zona play-off; in particolare nella stagione 2021-2022 raggiunge il secondo turno della fase nazionale, migliore risultato di sempre del club, venendo eliminato dal Padova solo per via del peggiore piazzamento conseguito nella stagione regolare.

#### Südtirol, Crotone e Perugia
Il 13 giugno 2022 viene chiamato alla guida del Südtirol, neopromosso in Serie B, salvo poi risolvere consensualmente il contratto il successivo 9 agosto, dopo un precampionato non all'altezza delle aspettative del club altoatesino.
Non avendo guidato il Südtirol in incontri di campionato, rimane libero di accordarsi con altri club nel corso della stagione sicché il 13 febbraio 2023 subentra sulla panchina del Crotone, in Serie C. Traghetta i calabresi al secondo posto in campionato; quindi ai play-off subisce l'eliminazione al secondo turno della fase nazionale contro il Foggia. Confermato dai pitagorici anche per la stagione successiva, viene inizialmente esonerato il 16 ottobre 2023; provvedimento tuttavia revocato dalla società dopo qualche ora, su richiesta dei giocatori della rosa. Nonostante ciò, alcuni risultati negativi portano la società a esonerarlo definitivamente il 19 febbraio 2024, lasciando la squadra rossoblù al settimo posto in classifica. Tuttavia il 21 marzo seguente viene richiamato ancora una volta sulla panchina calabrese, con la squadra sempre settima, dopo le dimissioni di Silvio Baldini. A fine stagione si piazza al nono posto, qualificandosi ai play-off dove viene eliminato al primo turno dall'AZ Picerno.
Il 28 ottobre 2024 subentra a stagione in corso sulla panchina del Perugia, in Serie C. Non riesce a invertire il trend negativo della squadra, sicché il 19 febbraio 2025 viene esonerato.

## Statistiche

### Presenze e reti nei club
| Stagione         | Squadra              | Campionato       | Campionato | Campionato | Coppe nazionali | Coppe nazionali | Coppe nazionali | Coppe continentali | Coppe continentali | Coppe continentali | Altre coppe | Altre coppe | Altre coppe | Totale | Totale |
| Stagione         | Squadra              | Comp             | Pres       | Reti       | Comp            | Pres            | Reti            | Comp               | Pres               | Reti               | Comp        | Pres        | Reti        | Pres   | Reti   |
| ---------------- | -------------------- | ---------------- | ---------- | ---------- | --------------- | --------------- | --------------- | ------------------ | ------------------ | ------------------ | ----------- | ----------- | ----------- | ------ | ------ |
| 1989-1990        | Modena               | C1               | 3          | 1          | CI+CI-C         | 0               | 0               | -                  | -                  | -                  | -           | -           | -           | 3      | 1      |
| 1990-1991        | Centese              | C2               | 23         | 1          | CI-C            | ?               | ?               | -                  | -                  | -                  | -           | -           | -           | 23+?   | 1+?    |
| 1991-1992        | Fano                 | C2               | 28         | 4          | CI-C            | ?               | ?               | -                  | -                  | -                  | -           | -           | -           | 28+?   | 4+?    |
| lug.-nov. 1992   | Modena               | B                | 2          | 0          | CI              | 0               | 0               | -                  | -                  | -                  | -           | -           | -           | 2      | 0      |
| Totale Modena    | Totale Modena        | Totale Modena    | 5          | 1          |                 | 0               | 0               |                    | -                  | -                  |             | -           | -           | 5      | 1      |
| nov. 1992-1993   | Ravenna              | C1               | 8          | 1          | CI-C            | ?               | ?               | -                  | -                  | -                  | -           | -           | -           | 8+?    | 1+?    |
| lug.-nov. 1993   | Ravenna              | C1               | 1          | 0          | CI              | 0               | 0               | -                  | -                  | -                  | -           | -           | -           | 1      | 0      |
| nov. 1993-1994   | Crevalcore           | C2               | 23         | 4          | CI-C            | ?               | ?               | -                  | -                  | -                  | -           | -           | -           | 23+?   | 4+?    |
| 1994-1995        | Ravenna              | C1               | 26+2       | 3+0        | CI+CI-C         | ?               | ?               | -                  | -                  | -                  | -           | -           | -           | 28+?   | 3+?    |
| 1995-1996        | Ravenna              | C1               | 31         | 6          | CI-C            | ?               | ?               | -                  | -                  | -                  | -           | -           | -           | 31+?   | 6+?    |
| 1996-1997        | Ravenna              | B                | 31         | 7          | CI              | 1               | 0               | -                  | -                  | -                  | -           | -           | -           | 32     | 7      |
| Totale Ravenna   | Totale Ravenna       | Totale Ravenna   | 99         | 14         |                 | 1+?             | 0+?             |                    | -                  | -                  |             | -           | -           | 100+?  | 14+?   |
| 1997-1998        | L.R. Vicenza         | A                | 24         | 5          | CI              | 2               | 0               | CC                 | 6                  | 3                  | SI          | 1           | 0           | 33     | 8      |
| 1998-1999        | L.R. Vicenza         | A                | 29         | 3          | CI              | 3               | 0               | -                  | -                  | -                  | -           | -           | -           | 32     | 3      |
| 1999-2000        | L.R. Vicenza         | B                | 33         | 5          | CI              | 3               | 0               | -                  | -                  | -                  | -           | -           | -           | 36     | 5      |
| 2000-2001        | L.R. Vicenza         | A                | 31         | 2          | CI              | 2               | 0               | -                  | -                  | -                  | -           | -           | -           | 33     | 2      |
| lug.-set. 2001   | L.R. Vicenza         | B                | 0          | 0          | CI              | 0               | 0               | -                  | -                  | -                  | -           | -           | -           | 0      | 0      |
| Totale Vicenza   | Totale Vicenza       | Totale Vicenza   | 117        | 15         |                 | 10              | 0               |                    | 6                  | 3                  |             | 1           | 0           | 134    | 18     |
| set. 2001-2002   | Bologna              | A                | 27         | 6          | CI              | 3               | 0               | -                  | -                  | -                  | -           | -           | -           | 30     | 0      |
| 2002-2003        | Palermo              | B                | 21         | 6          | CI              | 1               | 0               | -                  | -                  | -                  | -           | -           | -           | 22     | 6      |
| 2003-2004        | Palermo              | B                | 21         | 4          | CI              | 3               | 0               | -                  | -                  | -                  | -           | -           | -           | 24     | 4      |
| 2004-2005        | Palermo              | A                | 27         | 4          | CI              | 1               | 0               | -                  | -                  | -                  | -           | -           | -           | 28     | 4      |
| Totale Palermo   | Totale Palermo       | Totale Palermo   | 69         | 14         |                 | 5               | 0               |                    | -                  | -                  |             | -           | -           | 74     | 14     |
| 2005-gen. 2006   | Sampdoria            | A                | 8          | 0          | CI              | 0               | 0               | CU                 | 4                  | 0                  | -           | -           | -           | 12     | 0      |
| gen.-giu. 2006   | Bologna              | B                | 19         | 2          | CI              | 0               | 0               | -                  | -                  | -                  | -           | -           | -           | 19     | 2      |
| 2006-2007        | Bologna              | B                | 30         | 4          | CI              | 1               | 0               | -                  | -                  | -                  | -           | -           | -           | 31     | 4      |
| Totale Bologna   | Totale Bologna       | Totale Bologna   | 76         | 12         |                 | 4               | 0               |                    | -                  | -                  |             | -           | -           | 80     | 12     |
| 2007-2008        | Cremonese            | C1               | 24+3       | 4+0        | CI-C            | ?               | ?               | -                  | -                  | -                  | -           | -           | -           | 27+?   | 4+?    |
| lug.-ago. 2008   | Cremonese            | 1D               | -          | -          | CI+CI-LP        | ?               | ?               | -                  | -                  | -                  | -           | -           | -           | ?      | ?      |
| Totale Cremonese | Totale Cremonese     | Totale Cremonese | 27         | 4          |                 | ?               | ?               |                    | -                  | -                  |             | -           | -           | 27+?   | 4+?    |
| gen.-giu. 2009   | Bellaria Igea Marina | 2D               | 21+2       | 1+0        | CI-LP           | 0               | 0               | -                  | -                  | -                  | -           | -           | -           | 23     | 1      |
| Totale carriera  | Totale carriera      | Totale carriera  | 498        | 70         |                 | 20+?            | 0+?             |                    | 10                 | 3                  |             | 1           | 0           | 529+?  | 73+?   |

### Statistiche da allenatore
Statistiche aggiornate al 19 febbraio 2025.
| Stagione            | Squadra              | Campionato          | Campionato | Campionato | Campionato | Campionato | Coppe nazionali | Coppe nazionali | Coppe nazionali | Coppe nazionali | Coppe nazionali | Coppe continentali | Coppe continentali | Coppe continentali | Coppe continentali | Coppe continentali | Altre coppe | Altre coppe | Altre coppe | Altre coppe | Altre coppe | Totale | Totale | Totale | Totale | % Vittorie | Piazzamento        |
| Stagione            | Squadra              | Comp                | G          | V          | N          | P          | Comp            | G               | V               | N               | P               | Comp               | G                  | V                  | N                  | P                  | Comp        | G           | V           | N           | P           | G      | V      | N      | P      | %          | Piazzamento        |
| ------------------- | -------------------- | ------------------- | ---------- | ---------- | ---------- | ---------- | --------------- | --------------- | --------------- | --------------- | --------------- | ------------------ | ------------------ | ------------------ | ------------------ | ------------------ | ----------- | ----------- | ----------- | ----------- | ----------- | ------ | ------ | ------ | ------ | ---------- | ------------------ |
| 2009-apr. 2010      | Bellaria Igea Marina | 2D                  | 29         | 6          | 10         | 13         | CI-LP           | 4               | 1               | 0               | 3               | -                  | -                  | -                  | -                  | -                  | -           | -           | -           | -           | -           | 33     | 7      | 10     | 16     | 21,21      | Eson.              |
| 2010-apr. 2011      | Fano                 | 2D                  | 25         | 4          | 10         | 11         | CI-LP           | 4               | 0               | 0               | 4               | -                  | -                  | -                  | -                  | -                  | -           | -           | -           | -           | -           | 29     | 4      | 10     | 15     | 13,79      | Eson.              |
| gen.-giu. 2012      | Reggiana             | 1D                  | 17         | 7          | 4          | 6          | CI+CI-LP        | -               | -               | -               | -               | -                  | -                  | -                  | -                  | -                  | -           | -           | -           | -           | -           | 17     | 7      | 4      | 6      | 41,18      | Sub., 9º           |
| 2012-2013           | Reggiana             | 1D                  | 22+2       | 6+1        | 4+1        | 12+0       | CI+CI-LP        | 1+2             | 0+1             | 0+0             | 1+1             | -                  | -                  | -                  | -                  | -                  | -           | -           | -           | -           | -           | 27     | 8      | 5      | 14     | 29,63      | Eson., Sub., 15º   |
| Totale Reggiana     | Totale Reggiana      | Totale Reggiana     | 41         | 14         | 9          | 18         |                 | 3               | 1               | 0               | 2               |                    | -                  | -                  | -                  | -                  |             | -           | -           | -           | -           | 44     | 15     | 9      | 20     | 34,09      |                    |
| feb.-giu. 2014      | Real Vicenza         | 2D                  | 12         | 5          | 2          | 5          | CI-LP           | -               | -               | -               | -               | -                  | -                  | -                  | -                  | -                  | -           | -           | -           | -           | -           | 12     | 5      | 2      | 5      | 41,67      | Sub., 7º           |
| ago.-set. 2014      | Pordenone            | LP                  | 5          | 0          | 2          | 3          | CI-LP           | 2               | 0               | 0               | 2               | -                  | -                  | -                  | -                  | -                  | -           | -           | -           | -           | -           | 7      | 0      | 2      | 5      | &0,00      | Eson.              |
| 2015-2016           | Santarcangelo        | LP                  | 34         | 11         | 12         | 11         | CI-LP           | 5               | 2               | 2               | 1               | -                  | -                  | -                  | -                  | -                  | -           | -           | -           | -           | -           | 39     | 13     | 14     | 12     | 33,33      | 11º                |
| 2016-feb. 2017      | Teramo               | LP                  | 11         | 0          | 5          | 6          | CI+CI-LP        | 1+1             | 0+0             | 0+1             | 1+0             | -                  | -                  | -                  | -                  | -                  | -           | -           | -           | -           | -           | 13     | 0      | 6      | 7      | &0,00      | Eson., Sub., Eson. |
| 2020-2021           | Juventus U23         | C                   | 38+2       | 14+1       | 10+0       | 14+1       | -               | -               | -               | -               | -               | -                  | -                  | -                  | -                  | -                  | -           | -           | -           | -           | -           | 40     | 15     | 10     | 15     | 37,50      | 10º                |
| 2021-2022           | Juventus U23         | C                   | 38+6       | 15+3       | 9+2        | 14+1       | CI-C            | 3               | 2               | 0               | 1               | -                  | -                  | -                  | -                  | -                  | -           | -           | -           | -           | -           | 47     | 20     | 11     | 16     | 42,55      | 8º                 |
| Totale Juventus U23 | Totale Juventus U23  | Totale Juventus U23 | 84         | 33         | 21         | 30         |                 | 3               | 2               | 0               | 1               |                    | -                  | -                  | -                  | -                  |             | -           | -           | -           | -           | 87     | 35     | 21     | 31     | 40,23      |                    |
| lug.-ago. 2022      | Südtirol             | B                   | -          | -          | -          | -          | CI              | 1               | 0               | 0               | 1               | -                  | -                  | -                  | -                  | -                  | -           | -           | -           | -           | -           | 1      | 0      | 0      | 1      | &0,00      | Risol.             |
| feb.-giu. 2023      | Crotone              | C                   | 11+2       | 5+0        | 5+1        | 1+1        | CI-C            | -               | -               | -               | -               | -                  | -                  | -                  | -                  | -                  | -           | -           | -           | -           | -           | 13     | 5      | 6      | 2      | 38,46      | Sub., 2º           |
| 2023-2024           | Crotone              | C                   | 33+1       | 12+0       | 13+0       | 8+1        | CI+CI-C         | 1+2             | 0+1             | 0+1             | 1+0             | -                  | -                  | -                  | -                  | -                  | -           | -           | -           | -           | -           | 37     | 13     | 14     | 10     | 35,14      | Eson., Sub., 9º    |
| Totale Crotone      | Totale Crotone       | Totale Crotone      | 47         | 17         | 19         | 11         |                 | 3               | 1               | 1               | 1               |                    | -                  | -                  | -                  | -                  |             | -           | -           | -           | -           | 50     | 18     | 20     | 12     | 36,00      |                    |
| ott. 2024-feb. 2025 | Perugia              | C                   | 16         | 3          | 7          | 6          | CI-C            | 1               | 0               | 0               | 1               | -                  | -                  | -                  | -                  | -                  | -           | -           | -           | -           | -           | 17     | 3      | 7      | 7      | 17,65      | Sub., Eson.        |
| Totale carriera     | Totale carriera      | Totale carriera     | 304        | 93         | 97         | 114        |                 | 28              | 7               | 4               | 17              |                    | -                  | -                  | -                  | -                  |             | -           | -           | -           | -           | 332    | 100    | 101    | 131    | 30,12      |                    |

## Palmarès

### Giocatore
- Campionato italiano Serie C1: 2

Ravenna: 1992-1993 (girone A), 1995-1996 (girone A)
- Campionato italiano Serie C2: 1

Crevalcore: 1993-1994 (girone A)
- Campionato italiano di Serie B: 2

Vicenza: 1999-2000
Palermo: 2003-2004